# Jarosław Wojciechowski (architekt)
Jarosław Marian Wojciechowski (ur. 30 lipca 1874 w Warszawie, zm. 7 października 1942 tamże) – polski inżynier architekt, konserwator zabytków, wykładowca Politechniki Warszawskiej, członek Towarzystwa Naukowego Warszawskiego, kierownik Wydziału III zabytków i muzeów w Ministerstwie Sztuki i Kultury w 1919 roku.

## Życiorys
Był synem Konstantego (architekta) i Józefy z Czarnomskich. W 1893 r. ukończył V Gimnazjum w Warszawie, studiował następnie (do 1898) architekturę w Instytucie Inżynierów Cywilnych w Petersburgu. Po studiach pracował krótko w biurze projektowym ojca, a od 1899 r. we własnym biurze. W latach 1911–1923 był architektem Kurii Diecezjalnej Kujawsko-Kaliskiej. Był pracownikiem Rady Komisji Odbudowy Kraju i Racjonalnego Budownictwa Tymczasowej Rady Stanu. W 1919 r. został wykładowcą Politechniki Warszawskiej, gdzie prowadził zajęcia z konserwacji zabytków (od 1920 jako docent). Przez trzy lata zasiadał w Radzie Artystycznej miasta stołecznego Warszawy (1915–1918), pracował następnie jako urzędnik w Ministerstwie Wyznań Religijnych i Oświecenia Publicznego (1918 starszy referent, 1918–1919 naczelnik Wydziału Zabytków). Działał w Towarzystwie Opieki nad Zabytkami Przeszłości (które nadało mu tytuł członka honorowego), a w 1930 został przyjęty w poczet członków Towarzystwa Naukowego Warszawskiego (członek korespondent).
Zmarł w Warszawie. Został pochowany na cmentarzu Powązkowskim (kwatera 284a wprost-2-26).

## Działalność

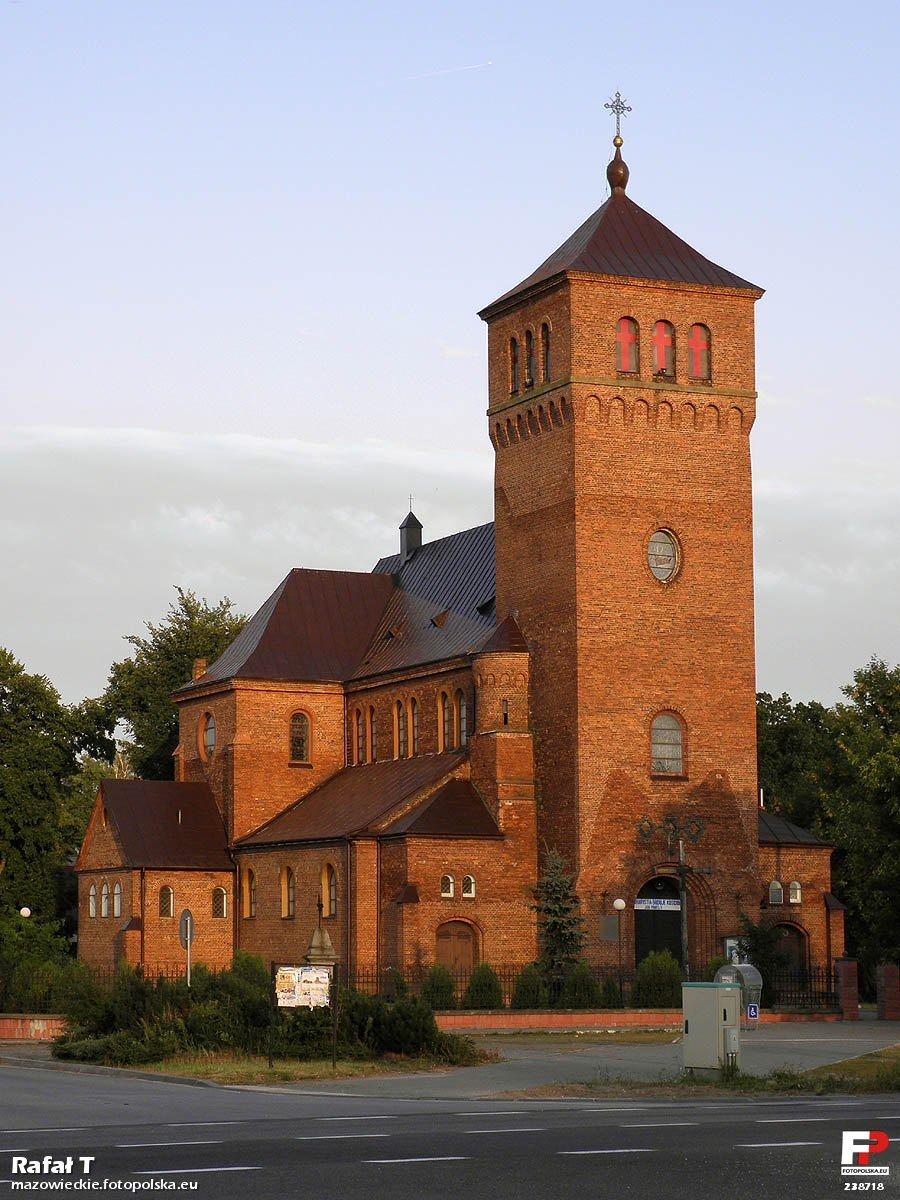
Kościół św. Bartłomieja we Wsoli projektu Wojciechowskiego i Kazimierza Prokulskiego

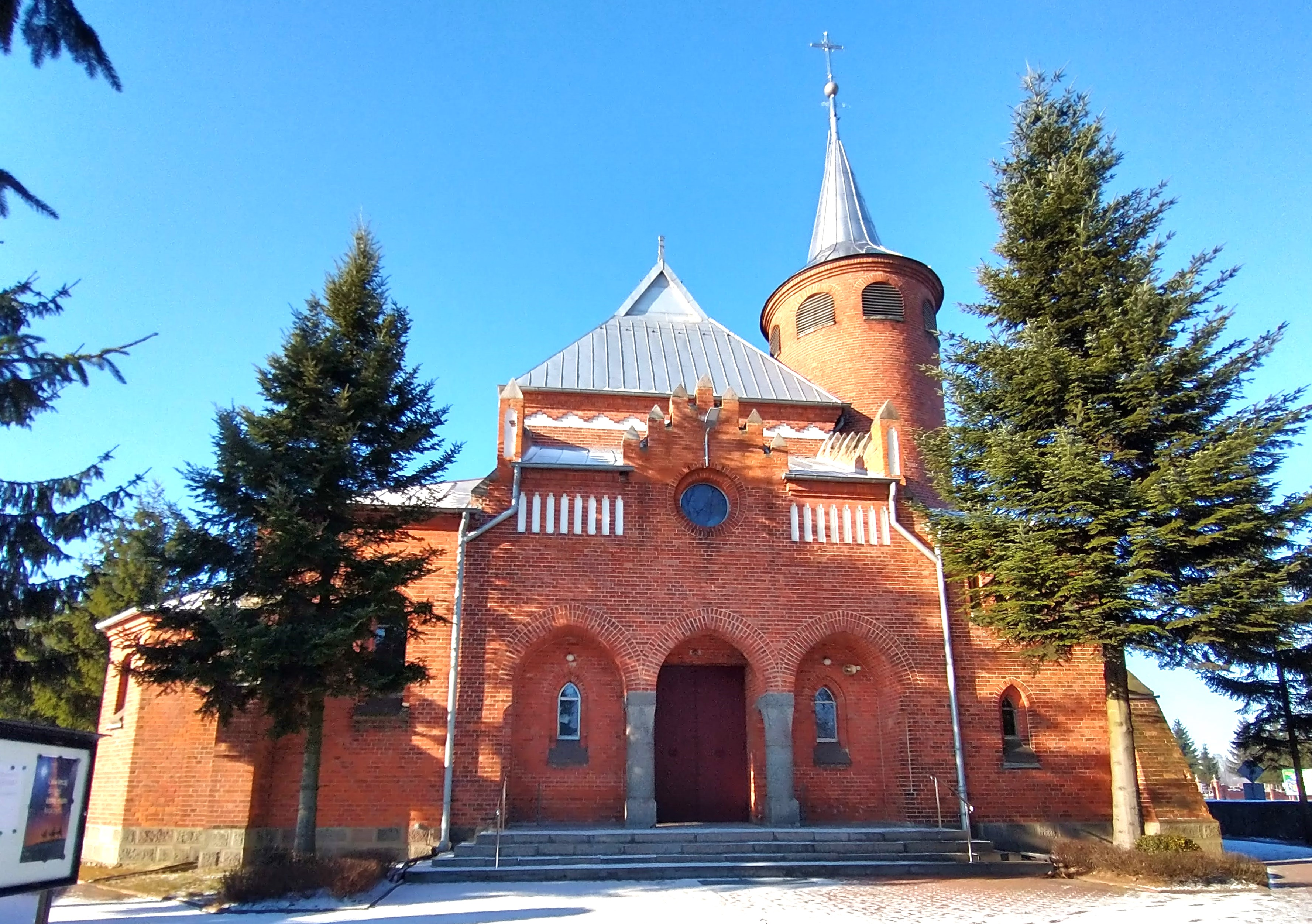
Kościół św. Wawrzyńca w Białyninie

W pracy zawodowej i naukowej zajmował się konserwacją obiektów pałacowych oraz konserwacją i projektowaniem obiektów sakralnych. Na ziemi kieleckiej zaprojektował m.in. kościoły w Brzeźnicy (1908) i Mninie (1911), ale nie doczekały się one realizacji. Jego autorstwa były projekty kościoła pod wezwaniem św. Elżbiety we Lwowie, kościoła MB Częstochowskiej w Miedzierzy, gmachu Szkoły Handlowej w Łodzi. Zaprojektował też neoromański kościół św. Marcina w Gostyninie, rozebrany przez niemieckich okupantów w latach 1941-1942. W Warszawie wykonał serię zdjęć (dla potrzeb inwentaryzacyjnych) dawnych siedzib królewskich, zajmował się konserwacją kamienicy Baryczkowskiej na Rynku Starego Miasta oraz pałacu w Wilanowie. Był autorem rozbudowy kościoła św. Mateusza w Bądkowie k. Aleksandrowa Kujawskiego
Opracował nowatorskie metody konserwacyjne, które wykorzystał m.in. w restauracji XVI-wiecznego kościoła w Brochowie; ponadto przeprowadził konserwację kościoła pod wezwaniem św. Jakuba w Sandomierzu, kościoła św. Andrzeja Apostoła w Nieznamierowicach, kościoła św. Jadwigi i św. Stanisława w Odrzywole i innych.
Był jednym z organizatorów wystawy architektonicznej „Wieś i Miasteczko”, potem (1913–1915) redagował periodyk pod takim samym tytułem.

## Ordery i odznaczenia
- Krzyż Oficerski Orderu Odrodzenia Polski (11 listopada 1937)[6]
- Złoty Krzyż Zasługi (9 listopada 1932)[7]

## Wybrane publikacje
- Jarosław Wojciechowski, Kościół w Białyninie jako zabytek XVI stulecia. Przyczynek do dziejów budownictwa w Polsce, „Przegląd Techniczny”, t. 33, 1907, nr 52, s. 637.
- W. [J. Wojciechowski], Zabytki budownictwa polskiego, „Tygodnik Ilustrowany”, t. 49, 1908, nr 45, s. 911.
- O potrzebie polskich pracowni inwentaryzacyjnych oraz o potrzebie wydawnictw materjałów do inwentaryzacji zabytków sztuki w Polsce, 1918.
- Przewodnik po wystawie siedzib królewskich, 1918.
- Kościół jako budowla, 1927.
- Jarosław Wojciechowski, Maksymilian Baruch, Kamienica książąt mazowieckich, Warszawa: Tow. Miłośników Historji, 1928, OCLC 909993191 [dostęp 2018-03-09]. Brak numerów stron w książce
- Jarosław Wojciechowski, Pałac Wilanowski i jego obecna restauracja, Warszawa: s.n., 1928, OCLC 837497482 [dostęp 2018-03-09]. Brak numerów stron w książce
- Jarosław Wojciechowski, Co zrobiono w Polsce w zakresie odbudowy, rejestracji i konserwacji zabytków sztuki w latach 1919–1929, Kraków: s.n., 1931, OCLC 837497513 [dostęp 2018-03-09]. Brak numerów stron w książce
- Historja powstania i rozwoju organizacji i opieki państwowej nad zabytkami sztuki w Polsce, 1931.
- Stary zamek w Grodnie, I // Biuletyn Historii Sztuki i Kultury Nr. 2. – Warszawa: Zakład Architektury Polskiej i Historii Sztuki Politechniki Warszawskiej, 1938.
- Stary zamek w Grodnie, II // Biuletyn Historii Sztuki i Kultury Nr. 3. – Warszawa: Zakład Architektury Polskiej i Historii Sztuki Politechniki Warszawskiej, 1938.